# Uropolystigma
Uropolystigma — рід грибів. Назва вперше опублікована 1920 року.

## Класифікація
До роду Uropolystigma відносять 1 вид:
- Uropolystigma atrotestaceum